# Belagerung von Philippsburg (1676)
Solebay – Erste Schooneveld – Zweite Schooneveld – Maastricht – Texel – Bonn – Sinsheim – Seneffe – Enzheim – Türkheim – Sasbach – Konzer Brücke – Stromboli – Augusta – Palermo – Philippsburg – Maastricht – Valenciennes – Tobago – Cassel – Kokersberg –  Freiburg – Ypern – Rheinfelden – Saint-Denis

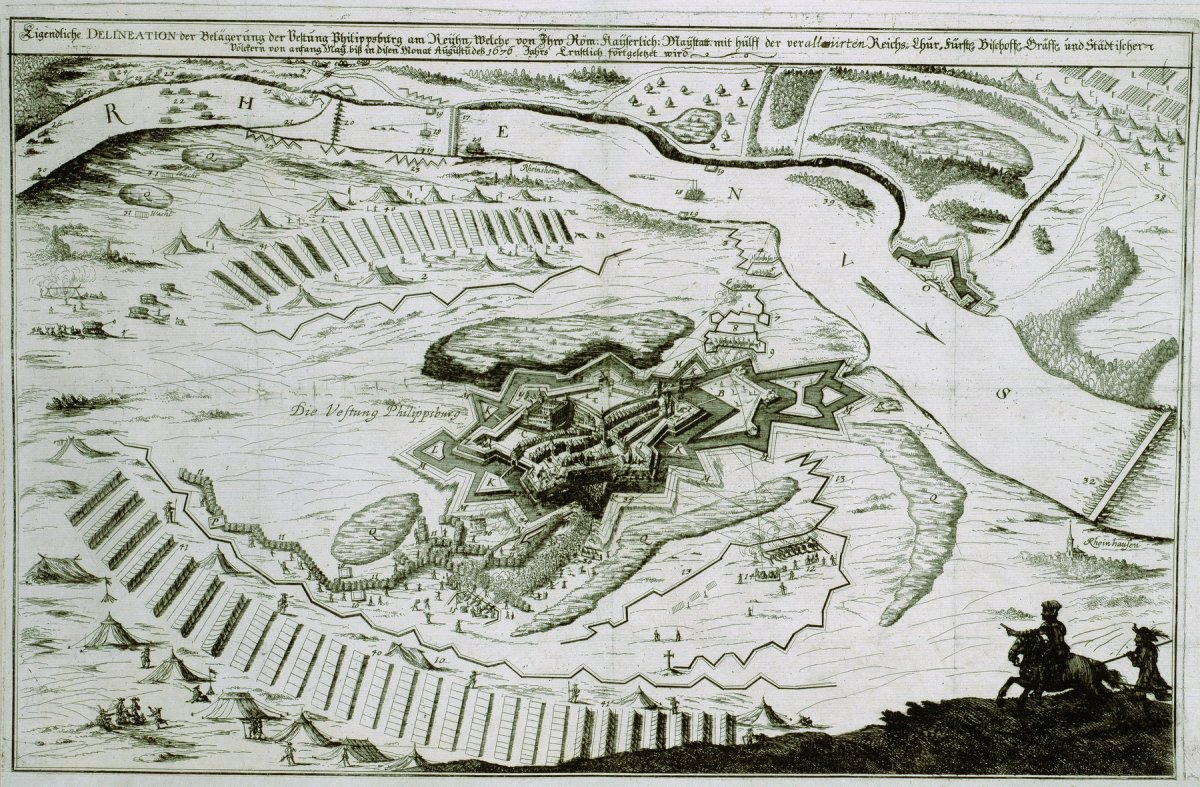
Belagerung Philippsburg im Jahr 1676

Die Belagerung der Festung Philippsburg im Jahr 1676 war eine Episode des Holländischen Krieges. Die im Bistum Speyer gelegene strategisch wichtige Festung war seit ihrer Eroberung durch französische Truppen 1644 gemeinsam mit Breisach der einzige französische Brückenkopf rechts des Rheins. Der französische Militärarchitekt Vauban baute Philippsburg aus, das nun eine ständige Bedrohung in der Westflanke des Heiligen Römischen Reiches darstellte.
Mit Ausbruch des Holländischen Krieges wurde Philippsburg Ausgangspunkt mehrerer französischer Vorstöße in die Kurpfalz und das Neckargebiet. Nachdem die Festungsbesatzung im Frühjahr 1676 die Ortschaften Graben, Kißlau, Schwetzingen und Bruchsal zerstört hatte, entschloss sich der habsburgische Kaiser Leopold I., den Franzosen den wichtigen Brückenkopf zu entreißen. Eine etwa 40.000 Mann starke Reichsarmee unter dem Befehl Karl V. von Lothringen nahm am 1. Mai die Belagerung auf, an der zusammen mit Friedrich VI. von Baden-Durlach auch dessen Bruder Hermann von Baden-Baden teilnahm. Der französische Festungskommandant, Oberst Charles de Faultrier du Fay, leistete mit knapp 2800 Mann heftigen Widerstand, musste aber, da Entsatz ausblieb, die Festung am 17. September 1676 übergeben. Den rund 1500 überlebenden Franzosen wurde in den Übergabebedingungen (Accords-Articul) ein Abzug mit allen militärischen Ehren gewährt: „mit Kugeln im Mund / klingendem Spiel, brennenden Lunten (und) fliegenden Fahnen“. Statt ihrer stellten 3000 Mann Reichstruppen die Garnison.
Die Festung blieb bis 1688 in deutscher Hand, bevor sie nach erneuter Belagerung durch französische Truppen zurückerobert wurde.